# ジオキャッシング
ジオキャッシング (英語: geocaching) は、GPS/GNSSを利用した、地球規模で行なわれている宝探しゲームである。語源は、「地球」「大地」を意味する "geo" と、動詞としての「隠す」「畜える」を意味する "cache" を元にした造語である。
プレイの方法としてはまず、あるプレイヤーはジオキャッシュ (geocache)（短縮してキャッシュ (cache)とも言う）と呼ばれる宝箱に見立てた容器を隠し、隠した場所の座標をGPS/GNSSレシーバーで取得し、米国にあるジオキャッシングの公式サイトに隠し場所のヒントと共にその座標を登録し、公開する。その情報を見た別のプレイヤーが、公開された座標を頼りにGPS/GNSSレシーバーを用いてキャッシュを捜しに行く。このように、基本的なルールとしてはいたってシンプルである。
2000年にアメリカで誕生した新しいゲームであるが、GPS/GNSSやインターネットといった現代技術と、主として自然の中で行なうアウトドアスポーツとしての要素が融合した画期的なゲームとして、世界中に多くの愛好者（ジオキャッシャー (geocacher)、短縮してキャッシャー (cacher)） と呼ばれる）が存在する。
2017年7月現在、有効なキャッシュは世界に300万個以上設置されており、ゲームの参加者数は全世界で600万人以上である。

## ゲームの概要
ゲームを始める前に、米国にあるジオキャッシングの公式サイトでメンバー登録する必要がある（無料、ただしマイページの機能を拡充できる有料会員（プレミアムメンバー）制度もある）。

### 諸元
参加人数単独でもプレイ可能だが、自己以外にキャッシュを「隠す」あるいは「捜す」プレイヤーの存在があるのは自明である。また、チームと称して複数名からなるグループが活動するケースもある。
必要物資GPS/GNSSレシーバーとインターネット接続環境(屋外で接続できる必要はない)が必須である。捜索時にはGPS/GNSSレシーバやキャッシュの情報ページのハードコピー(または携帯インターネット端末)のほか、交換するための「宝物」やログブックに記入するための筆記用具等を持参するのが望ましい。新たにキャッシュを設置する場合はその材料も必要である（後述）。
場所基本的に屋外であり、全地球上である。また、GPS/GNSSを使用するのに支障とならないよう上空に開けた場所である必要がある。なお、ガイドラインでキャッシュを設置する場所に制約がある(後述)ため、必然的に屋根のある場所の多くは除外される。
所要時間ひとつのキャッシュの探索に要する時間は、キャッシュの置かれている場所へ赴く移動時間と、キャッシュの探索に要する時間に大別される。キャッシュの置かれている場所へ赴く移動時間とは単純に、鉄道などの交通機関や自家用車での移動時間、或いは鉄道駅や駐車場からキャッシュの最寄りへ向かう徒歩で要した時間である。キャッシュの探索に要する時間は、それぞれのキャッシュの難易度とプレイヤー個人の技量、忍耐度に依存する。簡単なものであれば数分程度で見つけられるものもあれば、マルチキャッシュなど複雑なキャッシュの場合は数時間から時には数回の訪問・数日に及ぶ場合もある。
勝敗・優劣の決定ジオキャッシングの公式サイトではメンバーのキャッシュの隠した数や発見数が表示される（一部例外あり）ので、その数を競う傾向もなくはない。しかしジオキャッシングというゲーム自体には競争という概念はない（置かれたキャッシュの第一発見者が「FTF ("First To Find"、一番乗り)」を宣言することはある）。地球規模で行なわれるこのゲームで純粋に数字で競うには、特に地域差ハンデは埋め難いからである。一部にはキャッシュを隠す際のテクニックや、いかに遠くのキャッシュに挑むか、などが評されるケースもあるが、これも抽象的なものである。なお、困難なキャッシュを置くこと自体が他のジオキャッシャーに対する「挑戦」である、という考え方もある。この場合、高い難易度で設置したキャッシュが容易に攻略されたことを「敗北」と捉える(逆に発見したほうにとっては「勝利」と捉える)。

### キャッシュを隠す
ジオキャッシングでは「キャッシュを隠す」－「キャッシュを捜す」、という手順を踏むため、本稿では「隠す」「捜す」の順に解説する。だが、初心者が実際にジオキャッシングを始める場合には、はじめに隠されているキャッシュを捜してみてルールやテクニックを学び、ゲームに慣れて行くプロセスが必要である。
また、本稿では最も基本的なキャッシュであるトラディショナルキャッシュについて解説する。その詳細やその他のキャッシュについては、キャッシュの種類の項を参照されたい。
1. 設置すべきキャッシュを作る
容器は防水性のタッパーウェアが一般的である。容器の中には、ログブック（キャッシュを発見した時に記録するためのメモ帳）と、「宝物」を入れておく。宝物といっても特に高価なものを用意する必要はなく、簡単な、そして特色のある小物やおもちゃ、コインなどでも良い。ただし、キャッシュの難易度に応じた価値のあるものが望ましいとされている。
2. キャッシュを隠しに行く
隠し場所は一般に見つかり難く、不可抗力で失われないよう留意する必要がある。また、継続的に維持管理できる場所に置かなければならないほか、同意なく私有地に置くことやテロの標的となりやすい場所など、設置が禁じられている場所がガイドラインで定められている。
3. キャッシュの場所の座標をGPS/GNSSレシーバーで計測する
座標はジオキャッシングの基本であり、可能な限り正確に測定しなければならない。
4. 公式サイトにキャッシュの情報を登録する
座標とともにキャッシュを見つけるために必要なヒントも併せて公開するが、見つける楽しみを失わせかねない致命的に明らかなヒントは、スポイラー spoiler（台なしにするもの、の意味。日本語の「ネタバレ」に近い）として嫌われる。重大なヒントは明らかにしないか、暗号化する必要がある。
5. 設置したキャッシュを定期的に点検する
キャッシュオーナーには、キャッシュが失われたり破損した場合に現状に戻すなどの義務が課せられている。もしオーナーがジオキャッシングを辞める場合には、設置したキャッシュを責任持って撤去しなければならない。置いたキャッシュを放置・放棄する行為は重大なルール違反とされている。
6. 一度公開したキャッシュの内容を一度に何回も訂正するとアーカイブされる場合もあるので要注意

### キャッシュを捜す
1. 公式サイトで探すべきキャッシュを見つける
検索ページで、条件に合致するキャッシュを検索することができる。メンバー登録していれば、自宅の座標を登録することで自宅の近所に隠されているキャッシュを検索する、といったことも可能である。
2. GPS/GNSSレシーバーに座標を入力しキャッシュを探しに行く
多くのキャッシュは、その座標の示す場所に辿り着いたからといって、明らかに露出した状態で置かれていることはほとんどない。薮や構造物の陰などに巧妙に隠されているので、注意深く、そして根気を持って探さなければならない。どうしても在処が分からない場合は、重要なヒントがキャッシュページに暗号化された状態で掲載されていることがあるので、復号して参照することもできる。
3. 無事にキャッシュを発見できたら、発見したキャッシュの中に入れられているログブックに発見の記録を記入する。
4. キャッシュの中に入れられている「宝物」を交換する
気に入ったものがあればそれを持ち帰ることが出来るが、無分別に持ち帰ってしまうとキャッシュの中から宝物がなくなってしまうので、その代替品として、持ち帰るものと等価の何かを置き残さなければならない。
5. 見つけたキャッシュを原状に戻す
当初置かれていた状況と異なる場所に置き直すことは、特別な事由がない限りしてはならない。
6. 公式サイトに探索の結果を報告する
無事に発見できた場合はもちろん、発見できなかった場合 (DNF) であってもその概要を報告することが求められている。これは捜す側の技量に関らず、なんらかの問題でキャッシュが失われている可能性もあり、キャッシュのオーナーにそれを知らせるためである。オーナーは発見・発見できずの報告を受け取るため、発見できないという報告が連続した場合はキャッシュが失われている可能性を疑い、保守におもむくことになる。

## キャッシュの種類

### キャッシュタイプ別
トラディショナルキャッシュ (Traditional Cache)直訳すれば「伝統的なキャッシュ」であるが、ここでは「一般的な、標準的なキャッシュ」という意味である。公式サイトに記述された場所にタッパーウェアなどの容器で作られたキャッシュが置かれている。多くの場合は人目につくように露出されていることはなく、薮や構造物の陰など、巧妙に隠されていることが多い。
マルチキャッシュ (Multi Cache)登録されている座標にキャッシュの在処のヒントがあり、あるいは更に第二・第三のヒントを見つけて行き、最終的なキャッシュの在処を導き出すタイプのキャッシュ。あらかじめ明示されている座標に容器が置かれているものがあれば、その座標の場所で見える物体がヒントになるタイプ（最終キャッシュ以外に容器を置かないもので、これを特にオフセットキャッシュ (offset cache) とも呼ぶ）がある。多くの場合、あらかじめ明示された座標の場所に行かなければ最終キャッシュの探索は難しい。
ミステリーキャッシュ (Mystery Cache)キャッシュのページに書かれているヒントを元にキャッシュの在処を捜すキャッシュだが、このヒントがパズルであったり、暗号であったり、数式を解く必要があるなど、あらかじめキャッシュの場所を導き出す必要があるタイプのキャッシュ。このタイプのキャッシュで明示されている座標は、与えられた問題を解く鍵となることもあるが、キャッシュの在処を象徴的に示す程度のものであったり、あるいは全く関係ない場所であることもある。謎解きが必要な点はマルチキャッシュと似ているが、ミステリーキャッシュの場合は一般には明示された座標の示す場所に足を運ぶ必要はない。パズルキャッシュ (Puzzle Cache)とも呼ぶ。
イベントキャッシュ (Event Cache)指定された場所で指定された日時にジオキャッシャーが集まって行なうイベント。いわゆるオフラインミーティングであるが、ジオキャッシングの象徴的な特徴として、集合場所は緯度・経度の座標で示されている。また、ピクニックやパーティーなどジオキャッシャーが主体のイベントであることが求められており、他のイベントとのタイアップ（例えば、スポーツ観戦やライブ鑑賞などを一緒に行なう行為など）はルール違反とされている。
CITOイベント (Cache In Trash Out Event)イベントキャッシュの一種で、指定した場所に集合して行う清掃作業。毎年4月第3土曜日は「CITO Day」とされており、"Cache In Trash Out"（「キャッシュを置いて、ゴミは持ち帰ろう」）を合い言葉に、この日世界中でジオキャッシャーによる清掃作業が行われる。イベントキャッシュの中でもこのイベントは個別のタイプのキャッシュとされている。
アースキャッシュ (Earth Cache)バーチャルキャッシュの一種で、米国地質学会(The Geological Society of America, GSA)の協賛により設定されている。地質学的に特色のある地形の座標が設定されており、個別のタイプのキャッシュとされている
レターボックスハイブリッド(Letterbox Hybrid)これに関しては２通りの解釈で設置されている様子。通常はキャッシュボックスの中にログブックとキャッシュ固有のスタンプが置かれており、発見したジオキャッシャーは持参したログブックにキャッシュのスタンプを押印し、同様にキャッシュのログブックにジオキャッシャー自らのスタンプを押印する。
- パターンA : 英国で誕生したレクリエーションであるレターボクシング(Letterboxing)がジオキャッシングの中で派生したものである。ジオキャッシングの象徴的な特徴として、レターボックスの在処が緯度・経度の座標で示されている物。
- パターンB : 詳細に書かれた手順を辿っていく物。トラディショナルキャッシュやマルチ、ミステリーみたいなのもある。

### 現在は登録停止中のキャッシュ
バーチャルキャッシュ (Virtual Cache)指定された座標の場所には容器は置かれておらず、座標の示す場所にある物体や光景をキャッシュオーナーに報告したり、写真をキャッシュページに掲載することで発見とみなされるタイプのキャッシュ。このゲームが始まって間もない頃、キャッシュを容易に設置・発見できるように設けられたカテゴリーだが、現在では特に特徴的な場所であって、物理的な容器が設置困難であるなど、特に必要と認められない限り設置が認められなくなった。なおWaymarking.comで同様の登録を行うことが出来る。
ウェブカムキャッシュ (Webcam Cache)座標と共にウェブカム（ライブカメラ）のURLが明示されており、座標の示す場所に行き、指定されたウェブカムに自身の画像を映すもので、指定された座標の場所には容器は置かれていない。自身がウェブカムに映り込んでいる画像をキャッシュページに掲載することで発見と見なされる。モバイル環境があれば単独でも攻略可能だが、通常はインターネット環境を操作できる協力者が必要である。
ロケーションレスキャッシュ (Locationless Cache)他のタイプのキャッシュと異なり、指定されたテーマの場所（例・尖塔状の建築物、陸上に置かれた船、など）を探し出し、その座標を取得して報告すれば発見とみなされるタイプのキャッシュ。ジオキャッシング誕生初期にこのゲームが普及していない地域のジオキャッシャーでも楽しめるように設けられたカテゴリーだが、現在では新規の設置は認められていない。またこのタイプのキャッシュに限り、報告し発見と見なされても、キャッシュ全体の通算発見数には算入されない。リバースキャッシュ(Reverse Cache)とも呼ぶ。

### キャッシュサイズ別
マイクロキャッシュ (Micro Cache)35mmフィルムのケースや、それより小さいサイズのキャッシュ。内部にはログブック（あるいはコインなどごく小さい少量のアイテム）以外収納することが出来ず、ログブックに記入するためのペンもない場合が多い。その小ささを活用し、都市部に置かれるキャッシュなどで多く見ることが出来る。
スモールキャッシュ (Small Cache)およそ手のひらサイズの容器を用いたキャッシュで、内部にはログブックと小さめのアイテムを少量収納することができる。
レギュラーキャッシュ (Regular Cache)タッパーウェアや使用済み弾薬ケース（ammo can）などで作られたキャッシュで、標準的なサイズとされている。ログブックにペンが添えられていることが多く、大抵の交換用アイテムは収納することができる。
ラージキャッシュ (Large Cache)大型バケツなど片手では持てない程度の大きさ、またはそれ以上の大きさのキャッシュ。日本で見かけることはあまりない。

### 俗に使われるキャッシュの呼称
アーバンキャッシュ (Urban Cache)都市部に置かれたキャッシュ。山間地など自然の中と異なり人通りが多く、場所によっては頻繁に清掃が行われるなどジオキャッシングを行う上では障害が多い中で、思慮を巡らし技巧に凝った隠し方がなされることが多い。
バグホテル (Bug Hotel)トラベルバグの積極的な交換を目的とし、またそのように呼びかけられているキャッシュ。
バケーションキャッシュ (Vacation Cache)旅行などで滅多に訪れることのない場所にキャッシュを置き、そのまま放置された状態のものを揶揄する呼び方。メンテナンスする見込みのないキャッシュを置く行為は重大なルール違反とされており、最近では国外や数百マイルを超えるような遠距離にキャッシュを設置する際には警告を受けた上で審査されることがある。
ジオトラッシュ (geotrash)文字通り「ゴミ」と揶揄される、面白みのないキャッシュ。例えば、何ら面白みのない場所に置くこと、キャッシュの中につまらない交換アイテムしか入っていないもの、など。

### 遵守が求められているルール
ジオキャッシングをプレーする上で、ジオキャッシャーが遵守しなければならないルールがいくつかある。これらはいずれも、ゲームの公正化などよりもジオキャッシングの外の社会に対する配慮としての位置づけが強い。
キャッシュを置いてはいけない場所
- 立入禁止の場所
立入禁止の看板が無くとも、立入禁止である事が明白な場合はキャッシュを設置してはならない。ジオキャッシャーより明らかに法に違反しているとの報告がなされた場合、速やかにアーカイブされることがある。
- アメリカ国立公園局またはアメリカ魚類野生動物庁が管理する区域
いずれも米国法により、外界より異物を持ち込んだり生態系に加工を加えるような行為が厳しく制限されている。
- 地中や特殊な用具を使わないとキャッシュを獲得できない場所
地中に埋められておりスコップなどを使用しないと発見出来ないようなキャッシュはいたずらにキャッシュの難易度を上げるだけでなく、ジオキャッシャーに対して危険を与え、自然環境にもストレスを与えることとなる。
- 歴史的価値のある遺跡や墓地
- 軍事施設や空港施設など、テロリズムの標的となりうる場所
アメリカ同時多発テロ以降、ジオキャッシングのために設置されたキャッシュ容器が爆発物等不審物と見なされ、軍や警察が出動する騒ぎに至ったという事件が実際に発生している。
- 鉄道線路や道路上など交通量が多く危険な場所

また、場所ではないが、手がかり・発見方法を得るために、自然物・人工物問わず傷付けなければならないキャッシュも禁止されている。キャッシュ設置場所が不適切であると報告された場合、該当のキャッシュは直ちにアーカイブや無効化される。
土地の所有者の同意の元にキャッシュを設置しなければならない
これはジオキャッシングに限らず社会常識とも言える事項だが、ジオキャッシャーの間では「フリスビー遊びをするのにいちいち土地所有者の許可や同意を取っていられないのと同様に、たかが遊びなのだから厳格に許可を求めなくてもよいのではないか」との主張もある。実際に、キャッシュを隠す際にその土地の所有者とコンタクトを取って許可や同意を得てキャッシュを設置しているオーナーは少ないかもしれない。もちろん、この主張に沿ってキャッシュを設置する以上、結果責任を含めて全責任を負わなければならないのは言うまでもない (この主張のことを俗にフリスビールール(Frisbee rule)ともいう)。
一度設置したキャッシュはオーナーが最後まで責任を持つ
具体的には、「置いたキャッシュは定期的に点検しなければならない」、「キャッシュが失われたと報告があれば速やかに確認を行う」、「オーナーがジオキャッシングを辞める場合は、自らの責任で撤去するか、他のジオキャッシャーに引き継がなければならない」、「コンテナ内に危険物と思われるものが入っている報告があった場合、除去するかどうかの判断・実際の除去作業を行なう」など。キャッシュを置く行為は特に自然界においては異物を持ち込むことであり、環境にストレスを与えることを意味する。ジオキャッシングを行う上ではこのことを十分に自覚しなければならない。
「キャッシュを置いて、ゴミを持ち去る」（CITO(Cache In Trush Out)）
ジオキャッシャーに求められる、環境護持のルール。前述の通り、ジオキャッシングとは自然環境にストレスを与えるゲームである。ジオキャッシングを通じて楽しませてもらう自然界に対する、せめてもの礼儀ともいえるだろう。

### キャッシュ設置ルール
キャッシュを置いてよいとされる場所においても、いくつかルールが存在する。
0.1マイルルール
0.1マイルルールとはキャッシュが同一地域に密集しないように、また探しに来たジオキャッシャーがどのキャッシュを見つけたのか分からなくならないように設けられたルールである。
- 物理的にコンテナが存在するキャッシュとキャッシュの間は0.1マイル(約161メートル)以上離れている必要がある。
- 新規に設置しようとしているキャッシュから見た場合、他のマルチキャッシュ／ミステリーキャッシュの途中ポイント (waypoint) キャッシュにおいても0.1マイルルールが適用される (各ポイントそれぞれの0.1マイル内に新規にキャッシュを設置することができない)。

- ただし、物理的にコンテナが存在しない場合 (バーチャルキャッシュや、マルチキャッシュ・ミステリーキャッシュの例えば柱の数を数える・看板に書かれている数字を確認する、など) には0.1マイルルールは適用されない。

- また、同一マルチキャッシュ／ミステリーキャッシュの各ポイント間においても0.1マイルルールは適用されない。

勧誘キャッシュ
宗教団体、慈善団体、政治団体への勧誘を目的としたキャッシュは許可されない。
コマーシャルキャッシュ
商業的な意味を持つキャッシュは事前にGroundspeakに承認を得なければ公開は許可されない。例えばジオキャッシャーが企業の従業員と対話しなければならない、何か物品を購入もしくはサービスを受けなければならない、キャッシュが何かしらの広告的意味を持っている場合などはコマーシャルキャッシュと認定され、キャッシュ公開の許可はおりない。
広義には、入場料が必要となる施設、公園、鉄道駅構内などもコマーシャルキャッシュとなるので注意が必要である。

### 発展した楽しみ方

#### トラベルバグ (Travel Bug)
トラベルバグは、ジオキャッシャーをヒッチハイクし世界を旅する標識、またはその標識が付けられたアイテム(ぬいぐるみなど)である。トラベルバグそのものは、軍隊の認識票のような金属製のプレートであり、表面に数桁の番号(オンラインでトラベルバグを識別するのに用いる)が記されている。その面に虫(バグ)の絵がある。トラベルバグの追跡(現在地、移動した経路の地図、発見者・移動者が記したログなど)は公式ページから可能である。
トラベルバグは目的をもって旅している。目的地があって持ち主のもとに戻ることを希望しているトラベルバグもあるが、単に多数の国を訪れたい、というのが目的のトラベルバグも多い。中には条件にあった場所で一緒に写真を撮ってアップロードする、などの目的があるトラベルバグもあり、トラベルバグの追跡をしている者を楽しませてくれる。トラベルバグの目的などはアイテムに同梱されていることが多い簡単なトラベルバグのルールの説明にも記されているほか、オンラインでそのトラベルバグの履歴などと共にみることができる。
トラベルバグが隠されているウェイポイントを訪れ、トラベルバグを移動させることを決意したジオキャッシャーは、キャッシュの交換とは別にトラベルバグを持ち帰る。トラベルバグがすでにそのウェイポイントにないことをオンラインで報告する。次に別のウェイポイントを訪れるときに、そのトラベルバグを一緒に隠し、そこに置いたことをまたオンラインで報告する。ジオキャッシャーは近日中(2週間以内が目安とされている)に別のウェイポイントに置くことが望ましい。トラベルバグの移動目的に合ったウェイポイント (別の国、トラベルバグが望む種類の場所など) を訪れる予定がある場合に、トラベルバグの移動に協力するとよい。また十分な大きさがないキャッシュコンテナには当然ながらトラベルバグを置くことはできない。
巨大なぬいぐるみなどにタグを付けたトラベルバグも存在するが、上記のことから、あまりに巨大なトラベルバグは多数の場所を移動するのに不利であるといえる。

#### ジオコイン (Geocoin)
ジオコインはコインの形をしたトラベルバグである。基本的なルールはトラベルバグと同じであるが、大きなアイテムを置けないようなウェイポイントでも移動することができる (名刺サイズのログブックしか入らなくても置くことができる場合がある)。
ジオコインは一種類の形態ではなく、国別のコイン・一定期間しか発行されない記念メダルなどがある。またコイン形態ではなくカンバッジ同様のデザインのものもある。
この亜種には、追跡番号がついたパッチやキャップなどのアイテムもあるが、必ずしもジオキャッシュコンテナに入れて移動・追跡する目的だけのためではなく、単なる記念グッズとして入手する場合も多いようである。

#### その他の追跡可能アイテム
現在では、上記の公式な追跡可能アイテムだけでなく、公式ページの主催者 (Groundspeak) と無関係な団体や個人が発行している追跡可能アイテムもある。
これらのアイテムはさまざまな形態をとっているが、追跡番号 (および追跡サイトのURL) が付されている。発見・移動者は公式のキャッシュポイントコードや公式サイトでのIDを使って、これら独自追跡サイトに記録を残す。追跡サイト側からは公開されているジオキャッシング公式ページでのキャッシュポイントコード・ログなどにアクセスできキャッシュポイントの座標などを得ることができるため、公式な追跡可能アイテムと隔たりなくこれらのアイテムの移動を眺めて楽しむことができる。

## ジオキャッシングの歴史
2000年5月1日 当時のクリントン政権によって、GPSの民生利用に公開されているC/Aコードに付加された意図的なGPS信号の精度低下 (Selective Availabilty, SA) が解除される。
2000年5月3日 精度低下の解除を祝うパーティが開催され、デーブ・ウルマー (Dave Ulmer) がオレゴン州ポートランドの郊外にお菓子の箱（キャッシュ）を隠し、その座標やGPSを利用した宝探しゲームのアイデアをニュースグループ(sci.geo.satellite-nav)に投稿する。そのキャッシュには5月6日までに2度の訪問があり、1度のログブックへの書き込みがあった。マイク・ティーグ (Mike Teague) が最初に箱を見つけ、sci.geo.satellite-nav ニュースグループに投稿されたキャッシュと その座標をドキュメント化したウェブサイトを最初に作る。（現在は閉鎖されているが、The Internet Archive wayback machineで存在していた頃のページの閲覧が可能）
2000年7月 ジェレミー・アイリッシュ（Jeremy Irish、公式サイトの現運営者）はマイク・ティーグのウェブサイトを見つけて、ワシントン州シアトルの郊外で彼の最初のキャッシュを発見する。ジェレミーはこのゲームの将来性と可能性を見出し、マイクにコンタクトを取り、この宝探しをGEOCACHINGと名付け、地図・仮想ログ・キャッシュの維持管理機能を施したWebサイトの企画開発を提案し、geocaching.comが正式に発足する。
2000年9月6日 マイクの声明によりGEOCAHINGの公式サイトはジェレミーに委託される（2010年現在、geocaching.comの運営はジェレミーが社長でもあるGroundspeak, Inc.が行っている）。

## ジオキャッシングの現状

### 日本における現状
2017年7月現在、日本国内に置かれているキャッシュは2万6000個以上存在し、アクティブなジオキャッシャーがいる地域ではキャッシュの密集度も高い傾向がみられる。
キャッシュの設置については、東京都や大阪府、愛知県名古屋市などでは日本人ジオキャッシャーが多く設置しており、一方、沖縄県や神奈川県横須賀市、青森県三沢市周辺などアメリカ軍の施設が存在する周辺ではアメリカ軍関係者が多く設置している傾向がある。

## ジオキャッシングで用いられる用語
archive本来は「文書を保管庫に保存する」の意味だが、ジオキャッシングでは「キャッシュログを保管庫入りする＝キャッシュは無効となりログは閲覧用に保存する」との言い回しで、「そのキャッシュは（失われるなどの理由で）無効である」という意味。
CITO (Cache In Trash Out)「キャッシュを置いて、ゴミを持ち去る」。ジオキャッシャーに求められる、環境護持のルール。日本的に言えば「来たときよりも美しく」とでも言えよう。
coords座標。"coordinates"の略。
FTF (First To Find)そのキャッシュの第一発見者。単に「FTF!」と書けば、そのキャッシュを一番乗りしたことの宣言を意味する。また、「FTFの方には○○を差し上げます。（キャッシュの説明文で、初期設置時の「宝物」を紹介）」などといった使い方もする。
Muggle"geomuggle"とも。「ジオキャッシングには関心が無く、ジオキャッシャーを怪訝そうに眺めている一般人」の意味。語源はハリー・ポッターのマグル(muggle)（魔法使いでない普通の人間）から。
TFTC (Thanks For The Cache)「キャッシュを置いてくれてありがとう」という意味の、キャッシュオーナーに対するお礼の言葉。
DNF (Did Not Find)「キャッシュが見つからない」という意味。
GBGeocaching Bakaの略。ジオキャッシングに非常に熱心で精力的な活動を行なう愛好家を指す造語。日本国内でのみ使用されており、海外ではGeocaching Addict(GA,ジオキャッシング中毒者)と呼ばれているようである。決して侮蔑語ではなく、むしろ名誉的な意味を持つ。しかし何故か自分はGBではないと言い張るジオキャッシャーが多い。